# Hulpkruiser
Een hulpkruiser is een koopvaardijschip dat in tijd van oorlog, of oorlogsdreiging, wordt omgebouwd tot oorlogsschip.

## Beschrijving
In tijden van nood werden koopvaardijschepen van bewapening voorzien. Vooral snelle vracht- en passagiersschepen kwamen hiervoor in aanmerking. De schepen kregen geen extra bepantsering waardoor zij kwetsbaar waren als ze in contact kwamen met echte oorlogsschepen.
Er zijn twee hoofdsoorten:

- Hulpkruisers die worden gebruikt voor het verrichten van patrouille-, bewakings- of konvooidiensten. Deze worden ook aangeduid met de Engelse term armed merchant cruisers.

- Hulpkruisers die worden gebruikt voor aanvallen op koopvaardijschepen op scheepvaartroutes die door de vijand worden gebruikt, ook wel aangeduid als raiders.

Ze zijn vooral, maar niet uitsluitend, gebruikt door de Britse marine en de Duitse Kriegsmarine gedurende de Eerste en Tweede Wereldoorlog. 
De enige Nederlandse hulpkruiser Tabanan begeleidde in 1918 een konvooi van Nederland naar Nederlands-Indië.

## Bekende hulpkruisers

### Britse schepen
- HMS Jervis Bay

### Duitse schepen
- Kronprinz Wilhelm
- Atlantis
- Stier